# هایک بیلریان
هایک هوهانسی بیلریان (ارمنی: Հայկ Հովհաննեսի Բեյլերյան؛  زادهٔ ۳۱ دسامبر ۱۸۹۷) - درگذشته ۱۹۷۲ بازیگر اهل ارمنستان بود. وی بین سال‌های - تا - میلادی فعالیت می‌کرد.

## زندگی‌نامه
وی در ۳۱ دسامبر ۱۸۹۷ در کنستانتینوپل به دنیا آمد . وی همچنین برنده جوایزی همچون هنرمند مردمی ارمنستان شوروی و جایزه دولتی ارمنستان شوروی شد. وی در ۱۹۷۲ در سن ۷۵ سالگی در لنیناکان درگذشت.

## گزیده فیلمشناسی
| نویسنده                | نمایش            | نقش       |
| ---------------------- | ---------------- | --------- |
| ویلیام شکسپیر          | اتللو            | هاگو      |
| فریدریش شیلر           | راهزنان          | فرانتس    |
| فریدریش شیلر           | نیرنگ و عشق      | میلر      |
| آلکساندر آستروفسکی     | گناهکاران بی‌گناه | مورٌٍٍٍٍٍٍف      |
| آنتون چخوف             | Եկամտավոր պաշտոն | ویشنفسکی  |
| هاکوپ بارونیان         | Պաղտասար աղբար   | اٌگسن      |
| آلکساندر شیروانزاده    | برای شرف         | الیزباروف |
| آلکساندر یوژن-سومباتوف | خیانت            | قره‌یوسف   |
| مولیر                  | بیمار خیالی      | آرگان     |